# Ras El Oued (Marocco)
Ras El Oued  (in arabo رأس الواد‎?) è un centro abitato e comune rurale del Marocco situato nella provincia di Taounate, regione di Fès-Meknès. Conta una popolazione di 15 778 abitanti (censimento 2014).